# Hipólito Boaventura Carón
Hipólito Boaventura Caron (Resende, 27 de março de 1862 – Juiz de Fora, 15 de março de 1892) foi um pintor e desenhista brasileiro que pertenceu ao famoso Grupo Grimm.

## Biografia
Fez seus primeiros estudos no Colégio Progresso, em Juiz de Fora.
Em 1880 ingressou na Academia Imperial de Belas Artes. Foi aluno de Georg Grimm em 1882. Enquanto estudava na Academia ministrou aulas de desenho elementar no Liceu de Artes e Ofícios. Em 1883 retirou-se da Academia para acompanhar seu mestre Grimm, nas aulas ao ar livre que promovia em Niteroi.
Teve como companheiros Castagneto, García y Vásquez, Antônio Parreiras, França Júnior e Francisco Joaquim Gomes Ribeiro. Fazia parte do grupo o alemão Thomas Georg Driendl que atuava como auxiliar e eventual substituto de Grimm.
Em 1885, graças ao auxílio de amigos e de um pouco que seu pai podia ajudar, viajou para a França a fim de aprimorar seus conhecimentos. Passou três anos na Europa onde teve como professor o paisagista Hector Hanoteau.
Voltando ao Brasil, escolheu a Corte por moradia, mas logo voltaria a Juiz de Fora. Morreu prematuramente de febre amarela, aos trinta anos de idade.